# Barraba

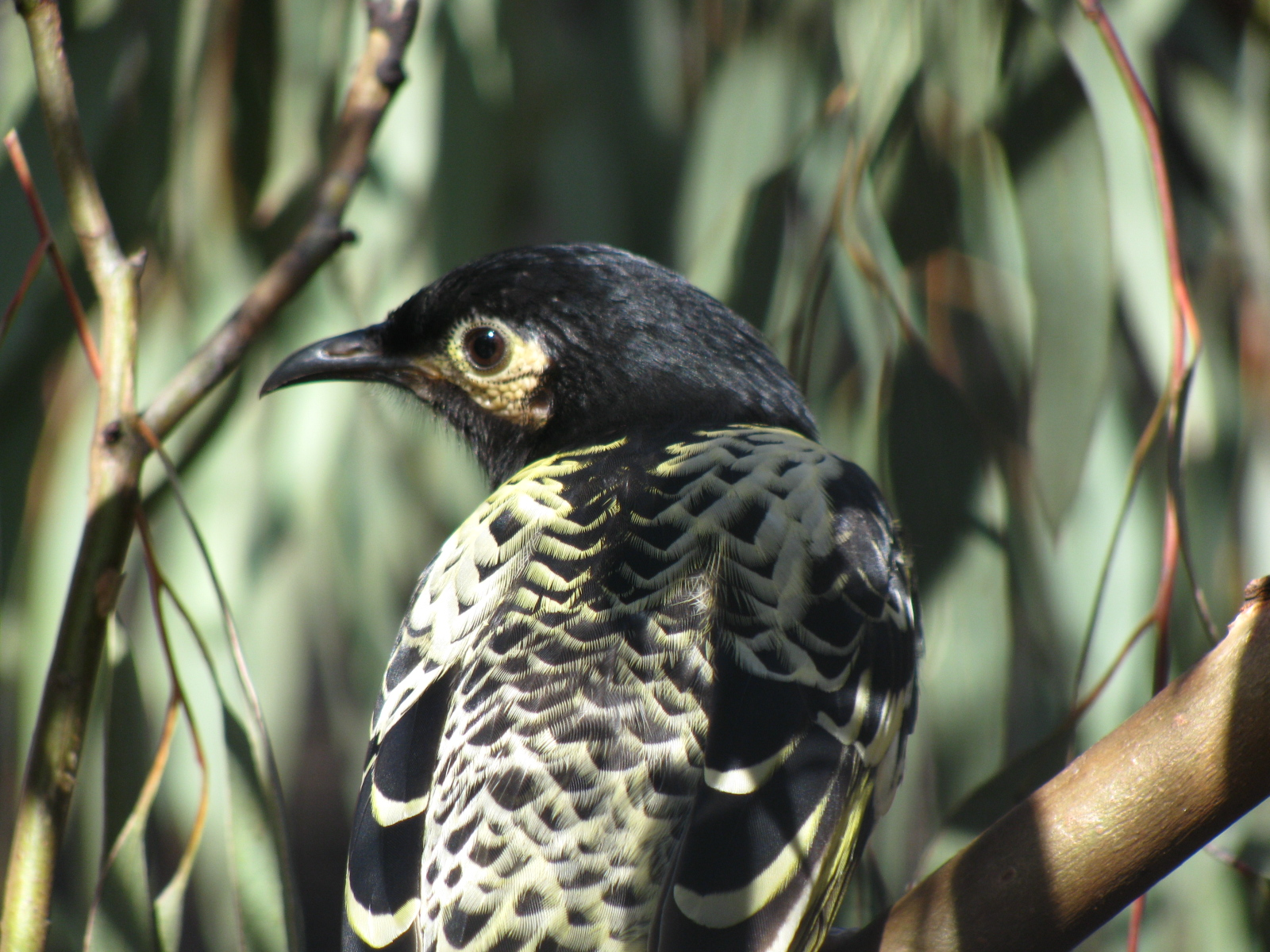
Anthochaera phrygia

Barraba là một ngôi làng ở khu vực New England  ở phía bắc miền New South Wales, Úc.  Barraba trước đây là làng chính của Barraba Shire, nhưng làng và huyện của nó đã được sáp nhập vào Hội đồng khu vực Tamworth (bằng tiếng Anh: Tamworth Regional Council) năm 2004. Barraba nằm trong Khu vực quan trọng đối với các loài chim Bundarra và Barraba bảo vệ môi trường sống của Anthochaera phrygia (bằng tiếng Anh: Regent Honeyeater) hiếm.
Barraba cách Sydney 477 km về phía tây bắc, 548 km về phía nam của Brisbane và 90 km về phía bắc Tamworth là thành phố gần nhất. Sông Manilla chảy bên làng. Barraba nằm trên đường cao tốc du lịch Fossickers Way và ngôi làng nằm ở dãy núi Nandewar ở độ cao 500 m.

## Lịch sử
Người dân bản địa Úc, Kamilaroi (hoặc Gamileraay), sống ở khu vực trước khi người châu Âu đến. Người châu Âu đầu tiên trong khu vực là nhà thám hiểm và nhà thực vật học Allan Cunningham đã đến đó vào năm 1827. Trang trại đầu tiên trong huyện, Barraba Station, được thành lập vào năm 1837 hoặc 1838. Vị trí của ngôi làng được khảo sát vào năm 1852.
Việc phát hiện ra vàng vào những năm 1850 đã giúp ngôi làng phát triển. Bưu điện đầu tiên được mở vào năm 1856 và ngôi trường đầu tiên được mở vào năm 1861. Nhà thờ Anh giáo đầu tiên được xây dựng vào năm 1876 và ngân hàng đầu tiên cũng được mở vào năm 1876. Khách sạn đầu tiên, Commercial Hotel, được xây dựng vào năm 1878 và pháp đình được xây dựng vào năm 1881. Barraba được chính thức tuyên bố là một ngôi làng vào năm 1885. Bệnh viện được xây dựng vào năm 1881 và nhà thờ Giám lý được xây dựng vào năm 1898.
Tờ báo địa phương, The Barraba Gazette, bắt đầu xuất bản vào năm 1900. Nhà thờ Công giáo được xây dựng vào năm 1906. Tuyến đường sắt đến Barraba vào năm 1908 nhưng chuyến tàu cuối cùng đã đi đến làng vào năm 1983 và đường sắt đã bị đóng cửa vào năm 1987. Con đập tại Connors Creek được xây dựng vào năm 1933 nhằm cải thiện việc cung cấp nước cho làng.

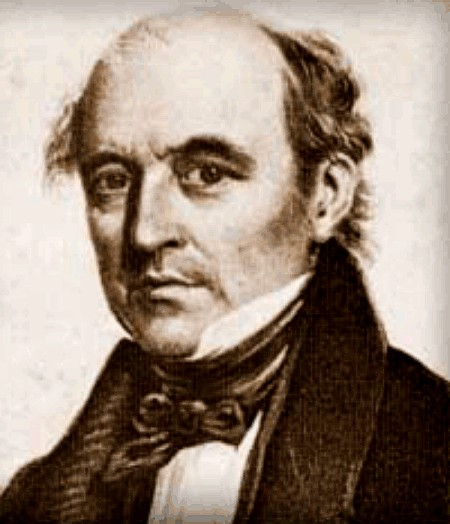
Allan Cunningham

## Khai thác mỏ

### Đồng
Đồng được phát hiện tại Gulf Creek vào năm 1889 và mỏ đồng được thành lập vào năm 1892. Gulf Creek cách Barraba 22 km về phía đông bắc. Ngôi làng nhỏ cũng được thành lập, có một khách sạn, trường học và một bưu điện. Mỏ này là mỏ đồng lớn nhất ở New South Wales vào năm 1901 nhưng mỏ đã bị đóng cửa vào những năm 1930. Ngôi làng nhỏ có 300 cư dân. Bưu điện được mở vào năm 1897 nhưng nó đóng cửa vào năm 1966. Ngôi làng nhỏ bị bỏ hoang.

### Amiăng
Amiăng được khai thác từ năm 1919 đến năm 1983 gần Woodsreef, cách Barraba 15 km về phía đông. Mỏ này đã được mở rộng vào năm 1974. Mỏ sản xuất 500.000 t amiăng trắng.
Mỏ bị bỏ hoang đã để lại 75 triệu tấn đá thải và 25 triệu t amiăng. Đống amiăng bao phủ 43 ha và nó cao tới 70 m.
Một báo cáo tin tức truyền hình năm 2008 đã mô tả mối lo ngại ngày càng tăng rằng amiăng sẽ là một rủi ro sức khỏe cho người dân và du khách. Các bệnh về amiăng của quỹ Úc (bằng tiếng Anh: The Asbestos Diseases Foundation of Australia) yêu cầu phải khôi phục lại vị trí của mỏ. Quỹ cũng yêu cầu công chúng không được phép vào trang web của mỏ. Một con đường công cộng đi qua địa điểm của mỏ cho đến khi con đường đó bị đóng cửa vào năm 2013. Ngôi làng nhỏ gần đó đã bị bỏ hoang.
Dịch vụ y tế của chính phủ Hunter New-England Health đã thực hiện một nghiên cứu khẩn cấp về hậu quả sức khỏe đối với người dân nhưng nghiên cứu đó chưa được công bố.

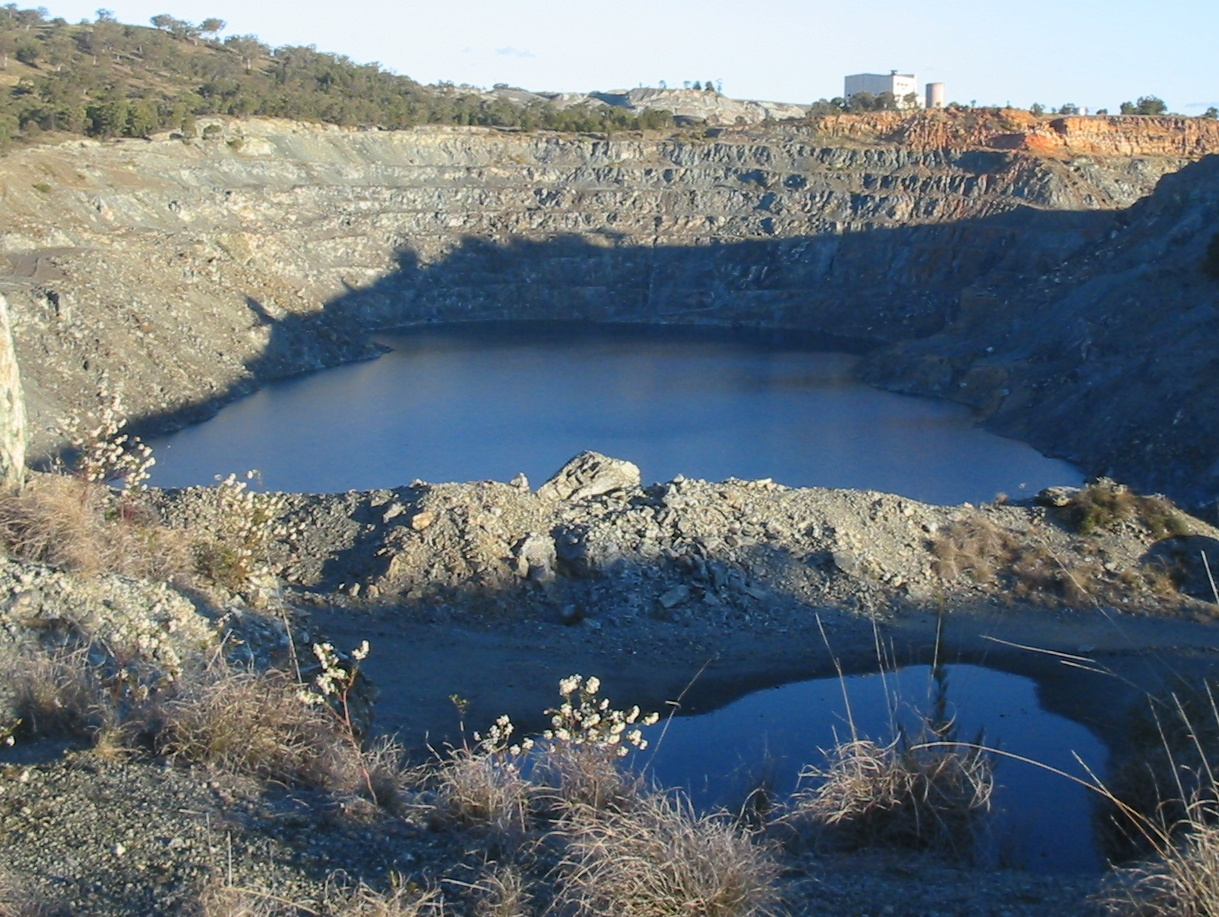
mỏ bị bỏ hoang tại Woodsreef.

### Đất tảo cát
Mỏ đất tảo cát thành lập vào năm 1982.

### Kim loại quý và đá quý
Pyrit, jasper, granat, zeolit, thạch anh đỏ, thạch anh vàng và thạch anh nâu có thể được tìm thấy trong huyện. Mọi người cũng có thể tìm thấy hóa thạch.

## Nông nghiệp
Bò thịt, cừu Merino và lúa mì được nuôi trong huyện.

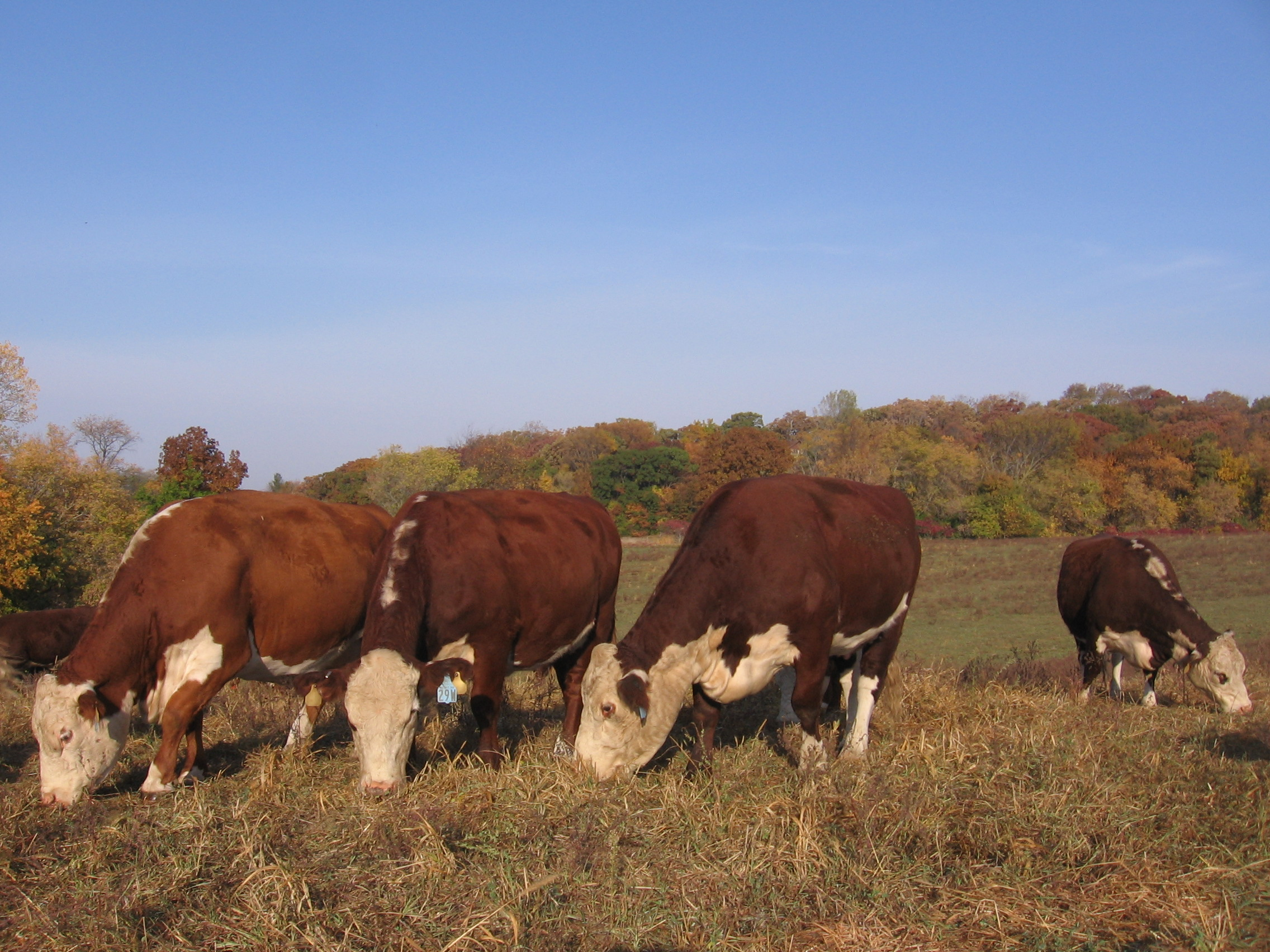
bò thịt
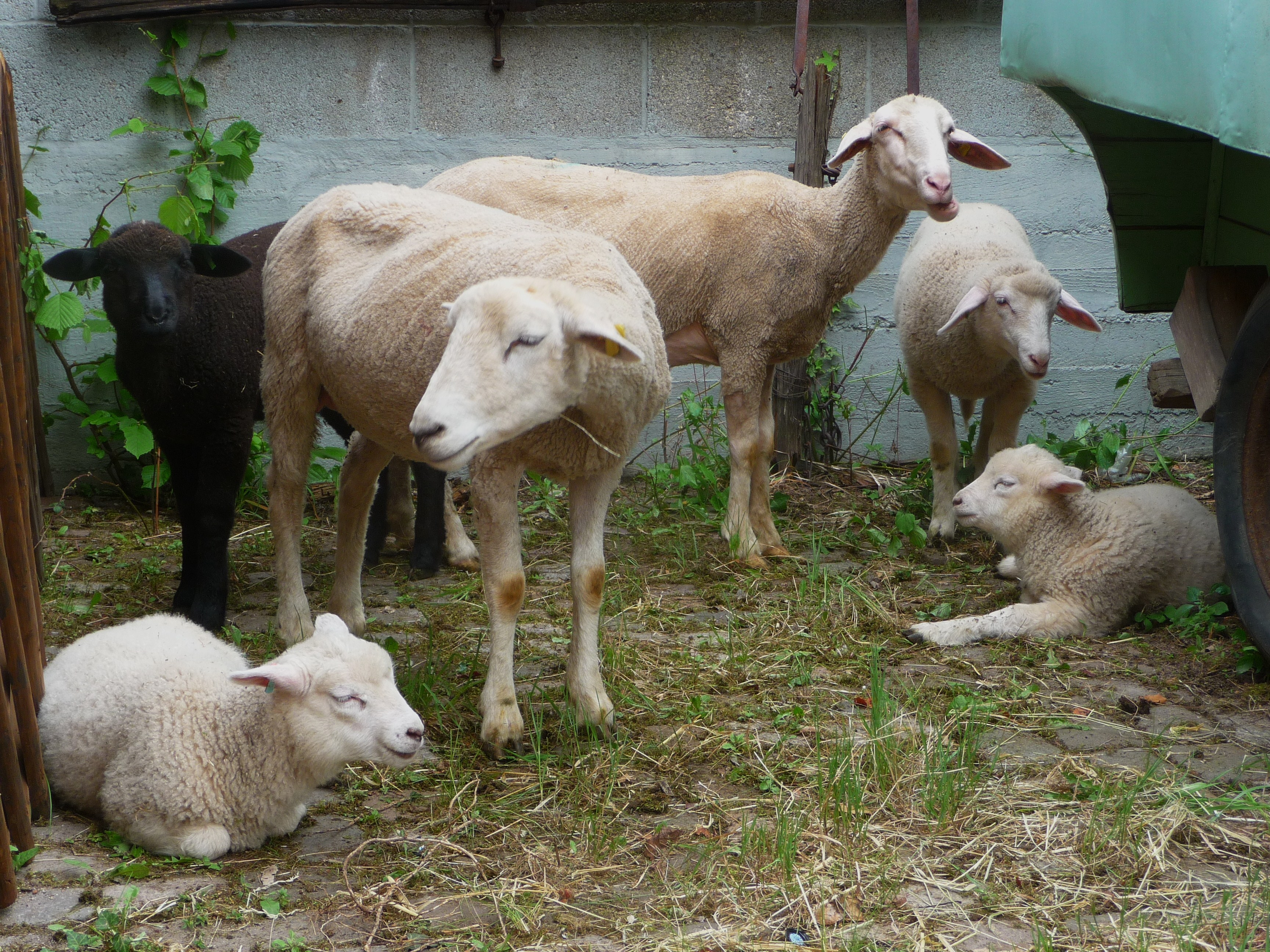
cừu Merino
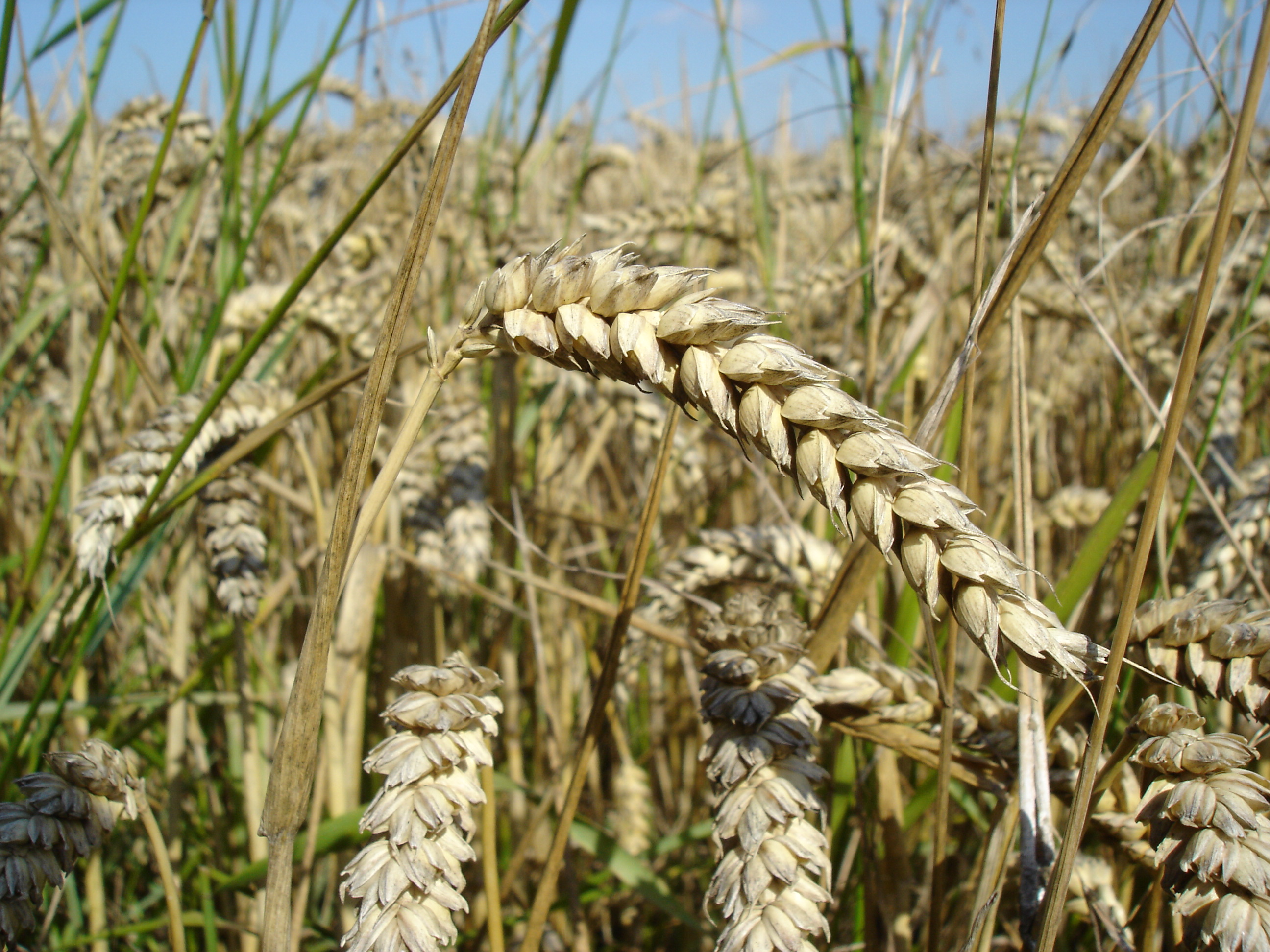
lúa mì

## Khí hậu
Barraba trải nghiệm mùa hè nóng và ẩm ướt, và mùa đông lạnh và khô. Nhiệt độ cao nhất được ghi nhận là 41,8 °C và nhiệt độ thấp nhất được ghi nhận là -9,4 °C. Lượng mưa trung bình hàng năm là 688,7 mm và lượng mưa nhiều nhất trong một ngày là 194,3 mm, rơi vào ngày 25 tháng 2 năm 1955.

## Cung cấp nước
Trước khi xây dựng Đập Split Rock, ngôi làng đã lấy nước từ sông Manilla, lạch nhỏ Barraba và Dam tại Connors Creek. Khi những nguồn đó bị thu nhỏ, làng đã rút nước từ một số giếng khẩn cấp.
Đập "Split Rock" được xây dựng vào năm 1988 và một đường ống từ con đập đến làng được xây dựng vào năm 2015.

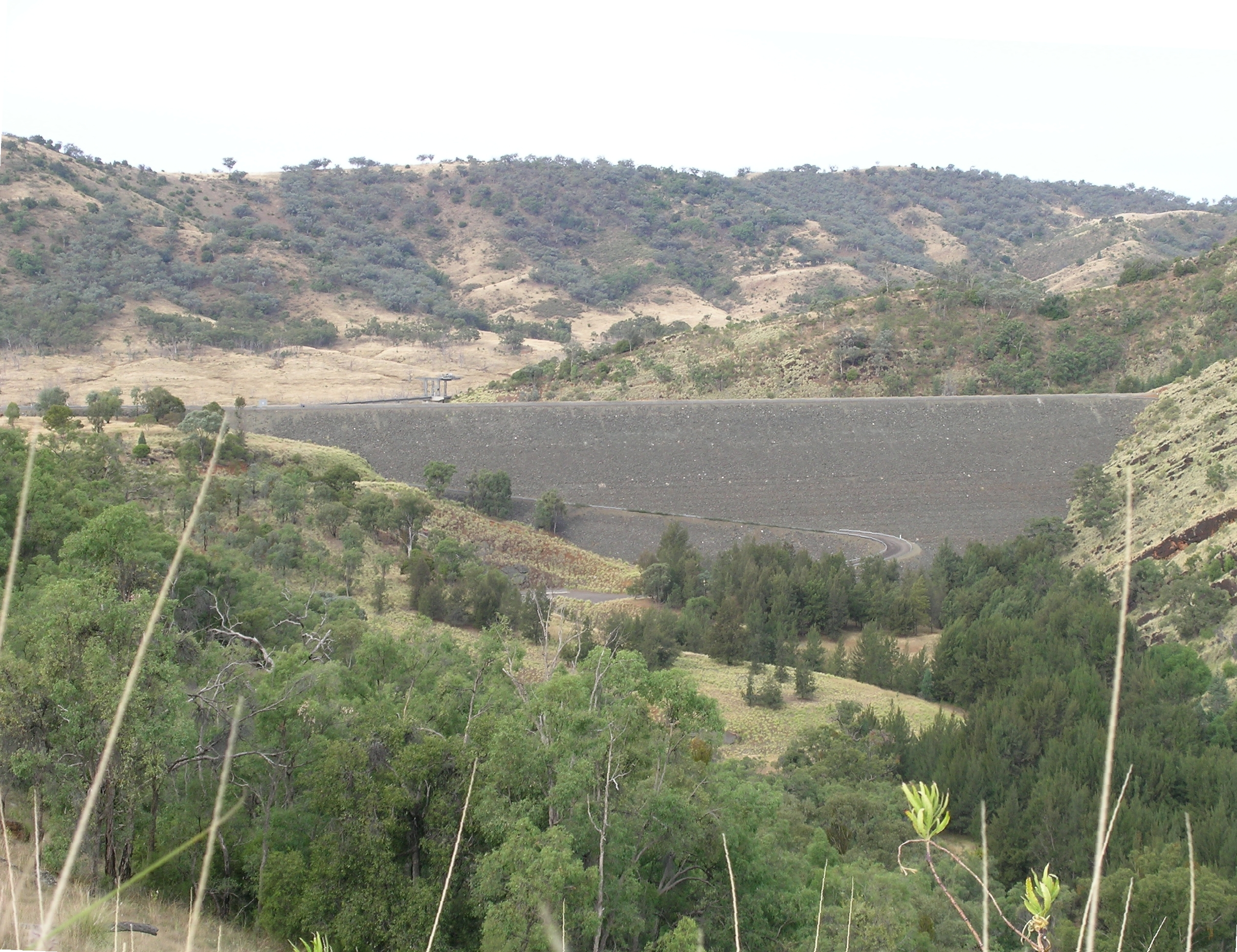
Đập Split Rock

## Hình ảnh

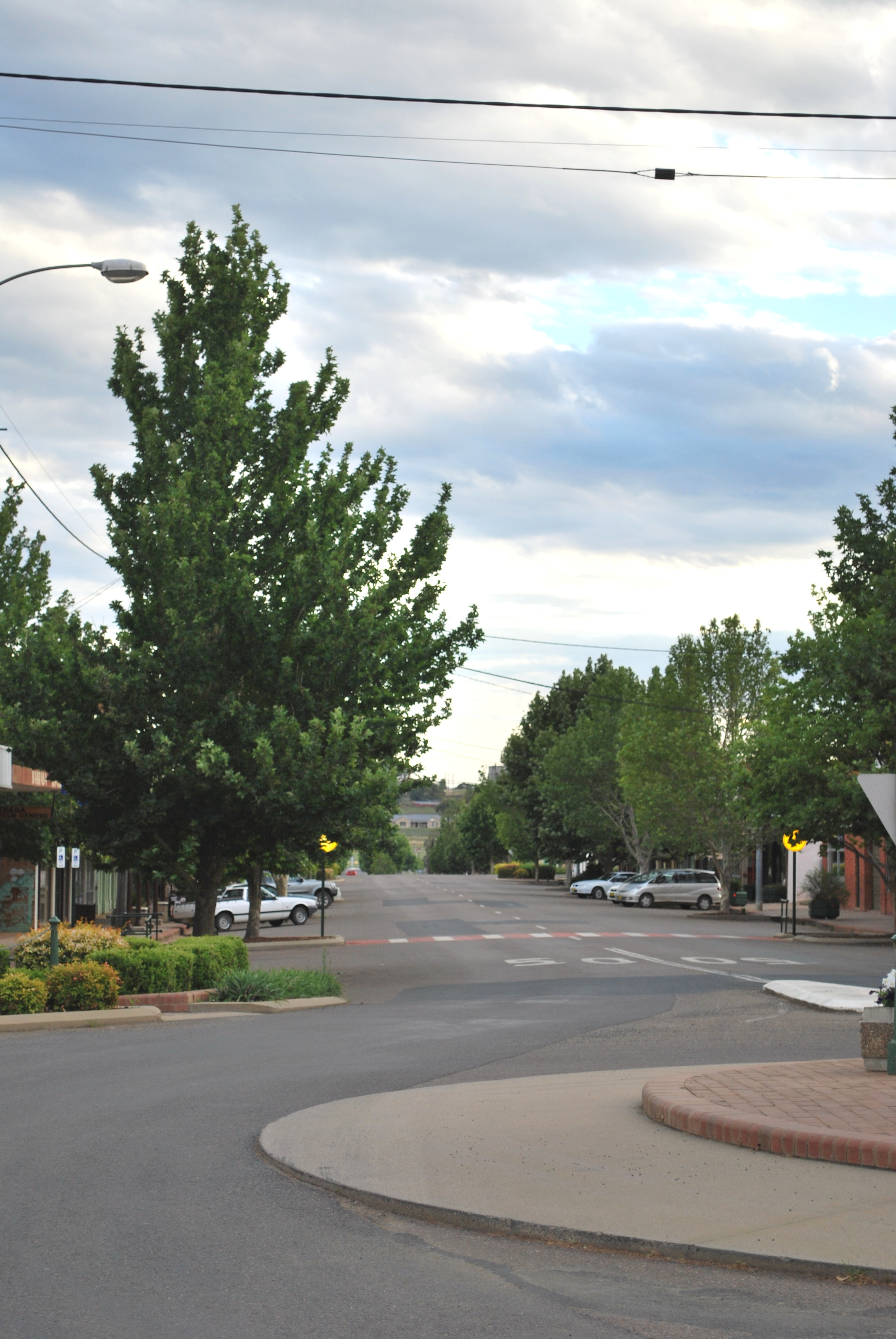
Queen Street là con phố chính của Barraba.
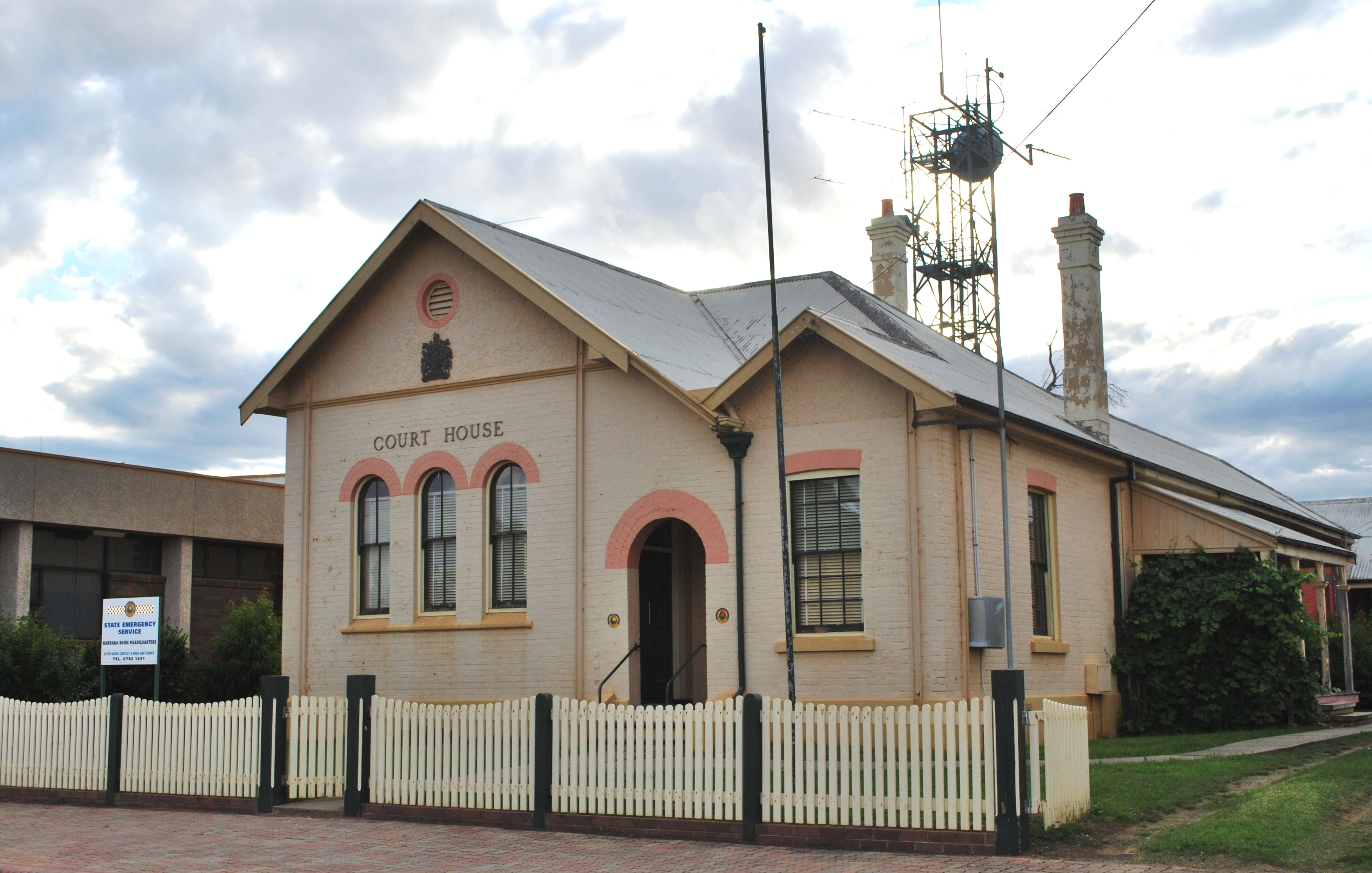
pháp đình, Barraba
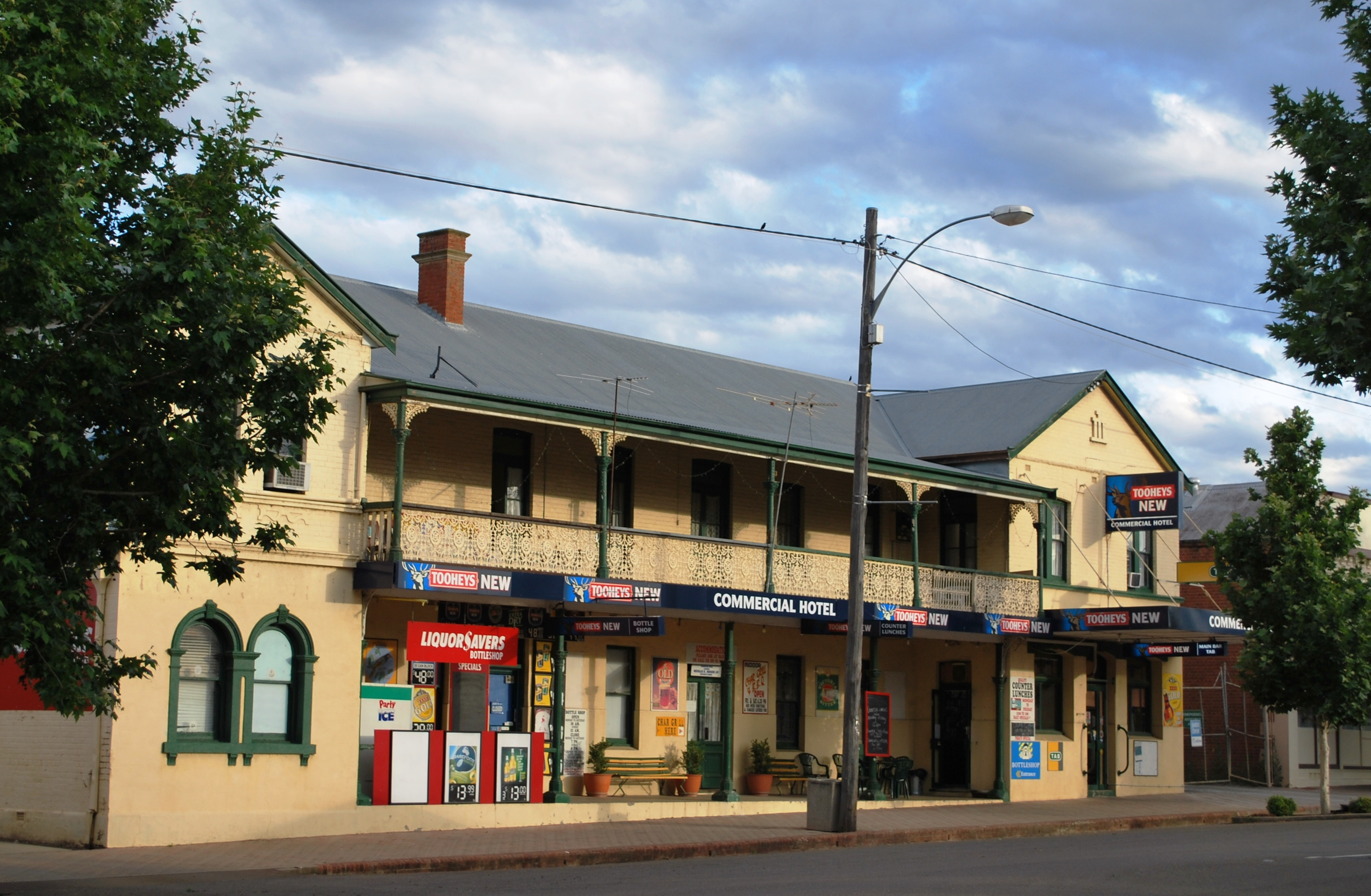
Khách sạn Commercial, Barraba
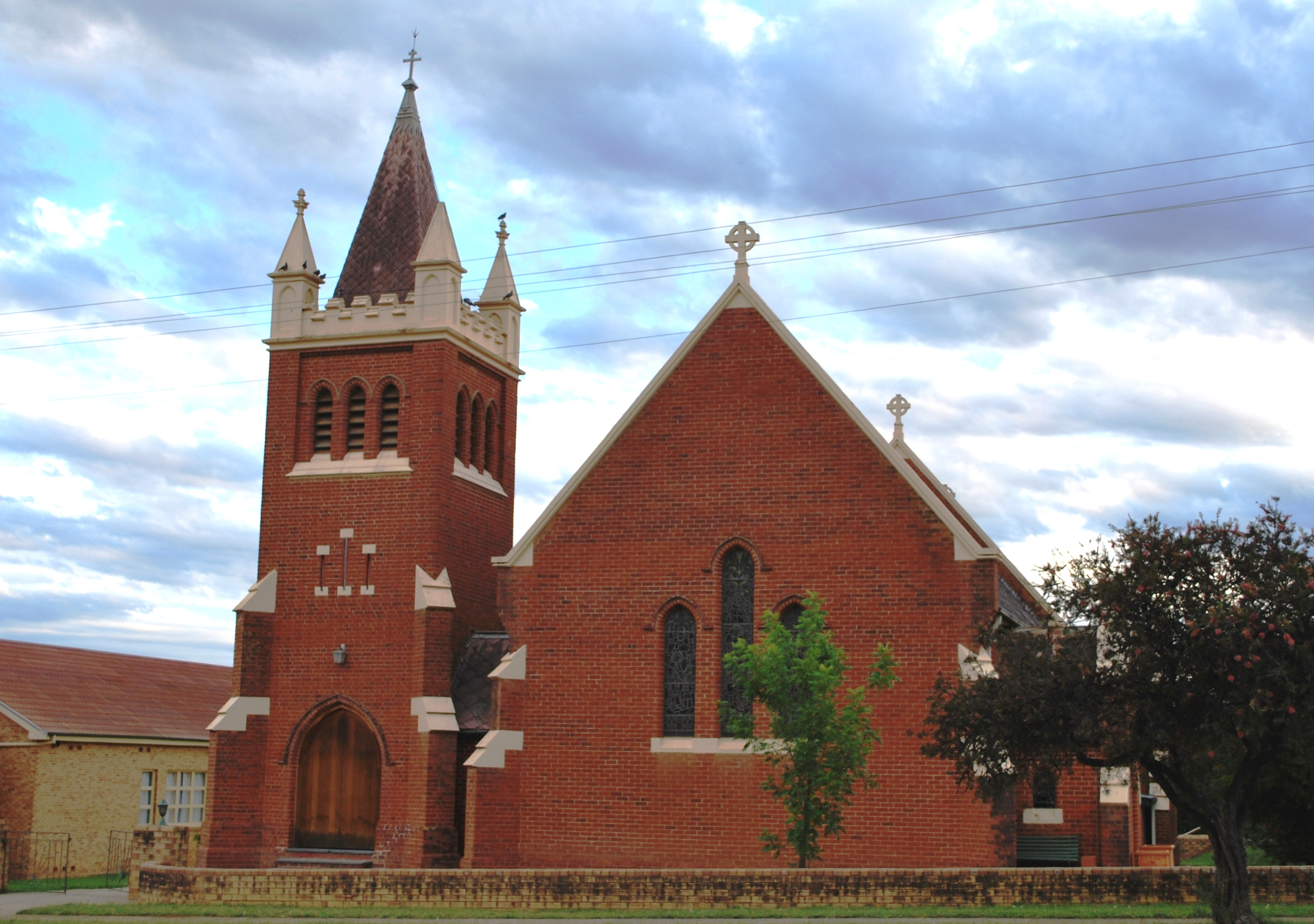
Giáo hội Anh giáo, Barraba
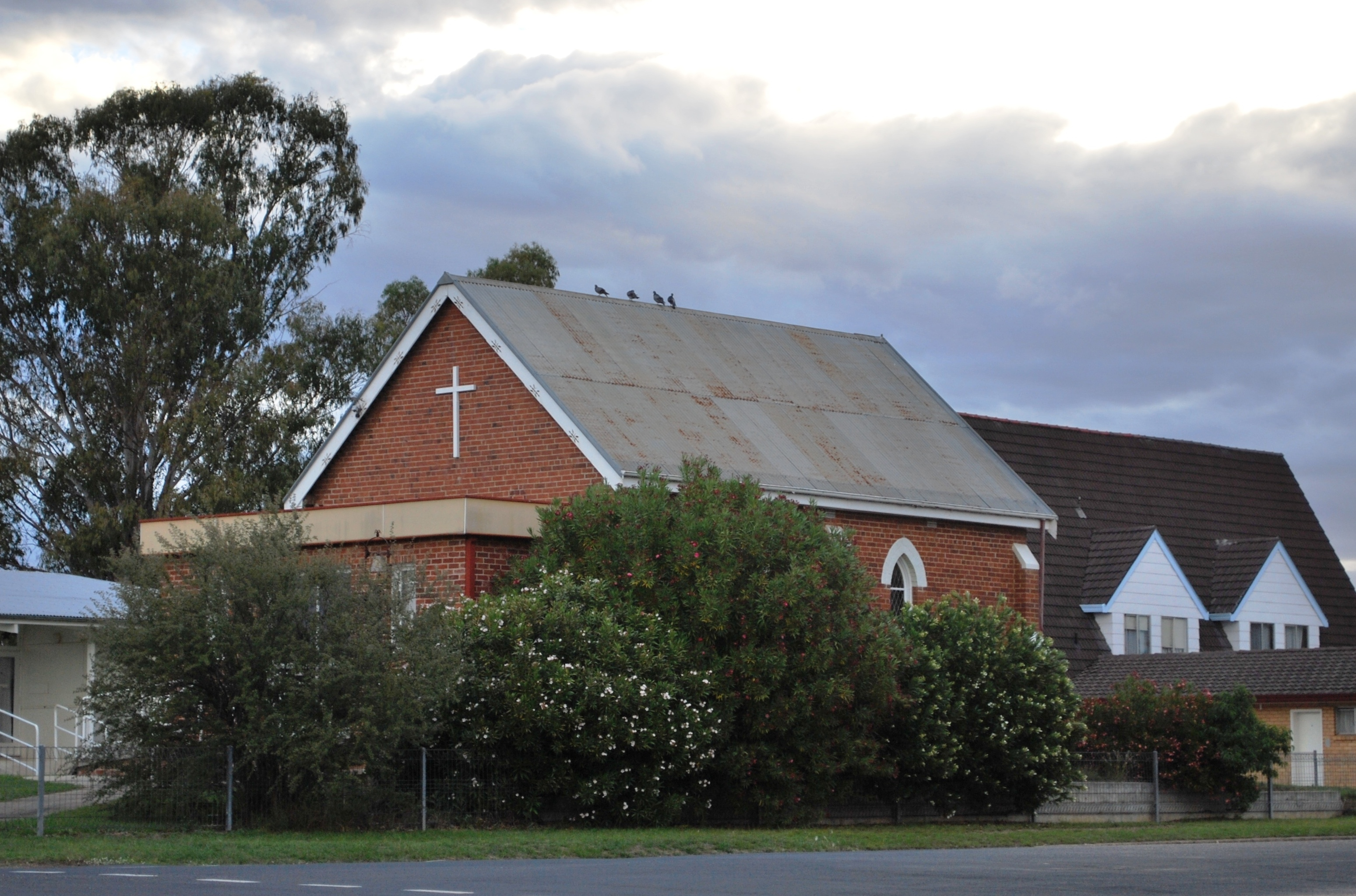
Nhà thờ phương pháp, Barraba
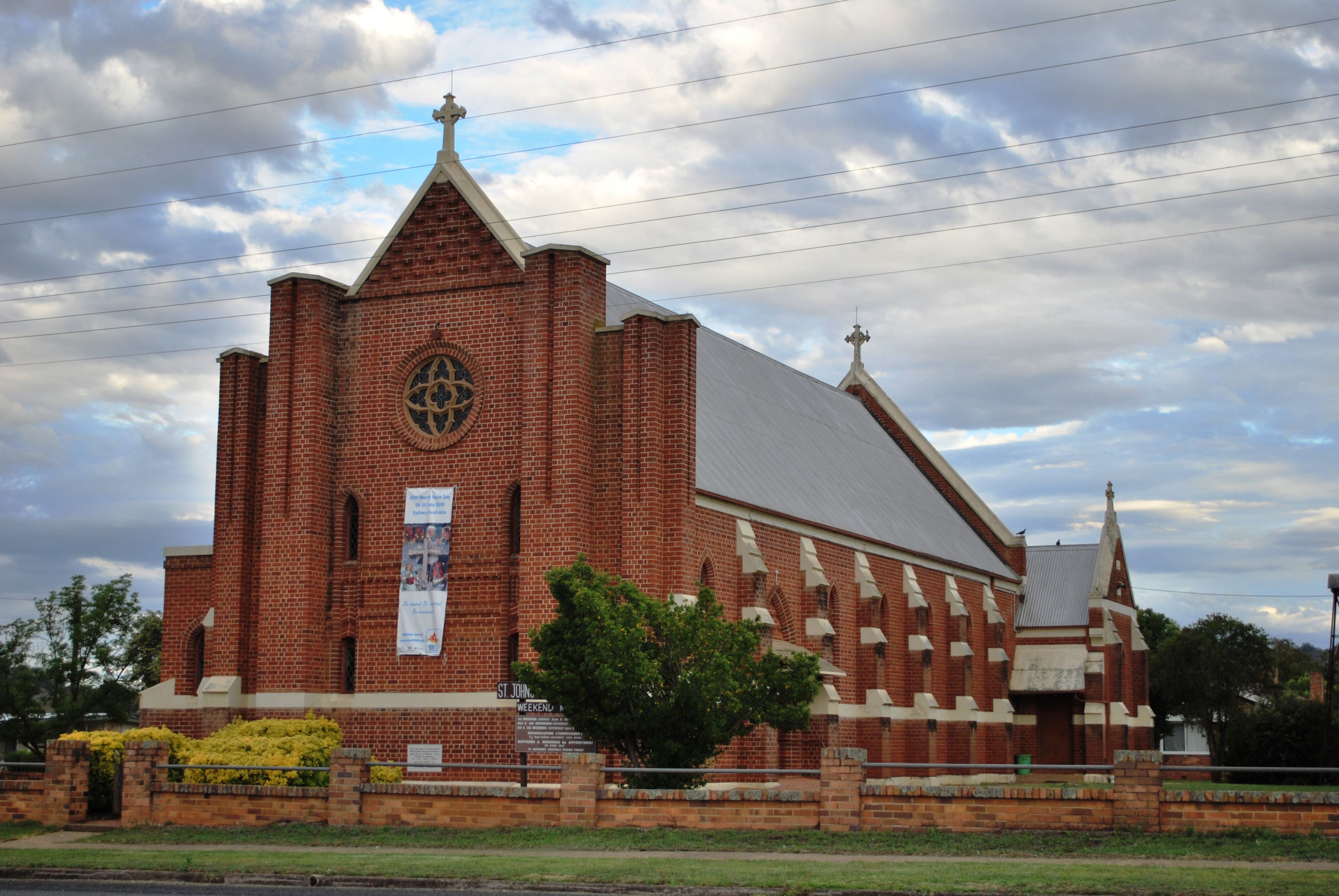
Nhà thờ Công giáo, Barraba
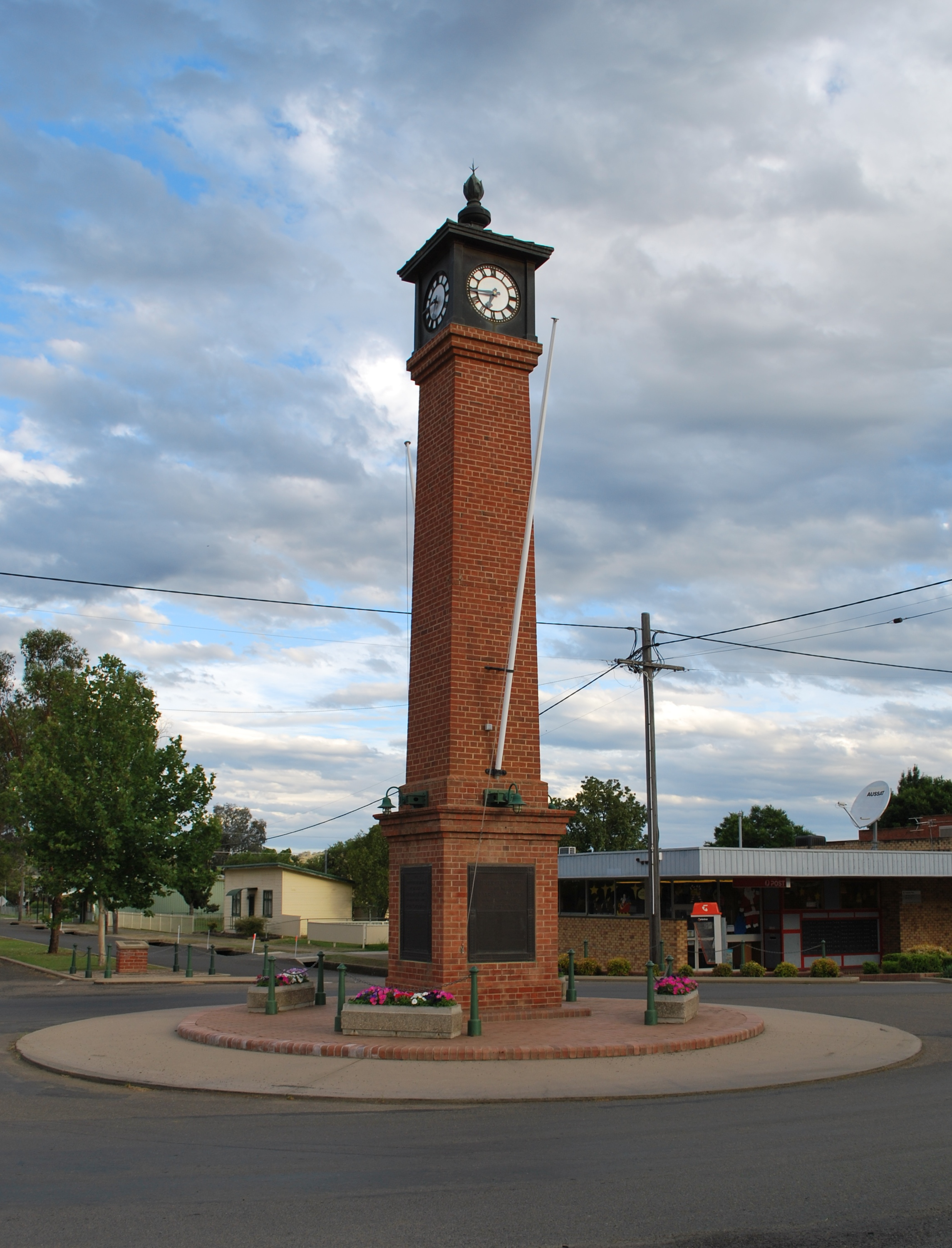
tháp đồng hồ, Barraba
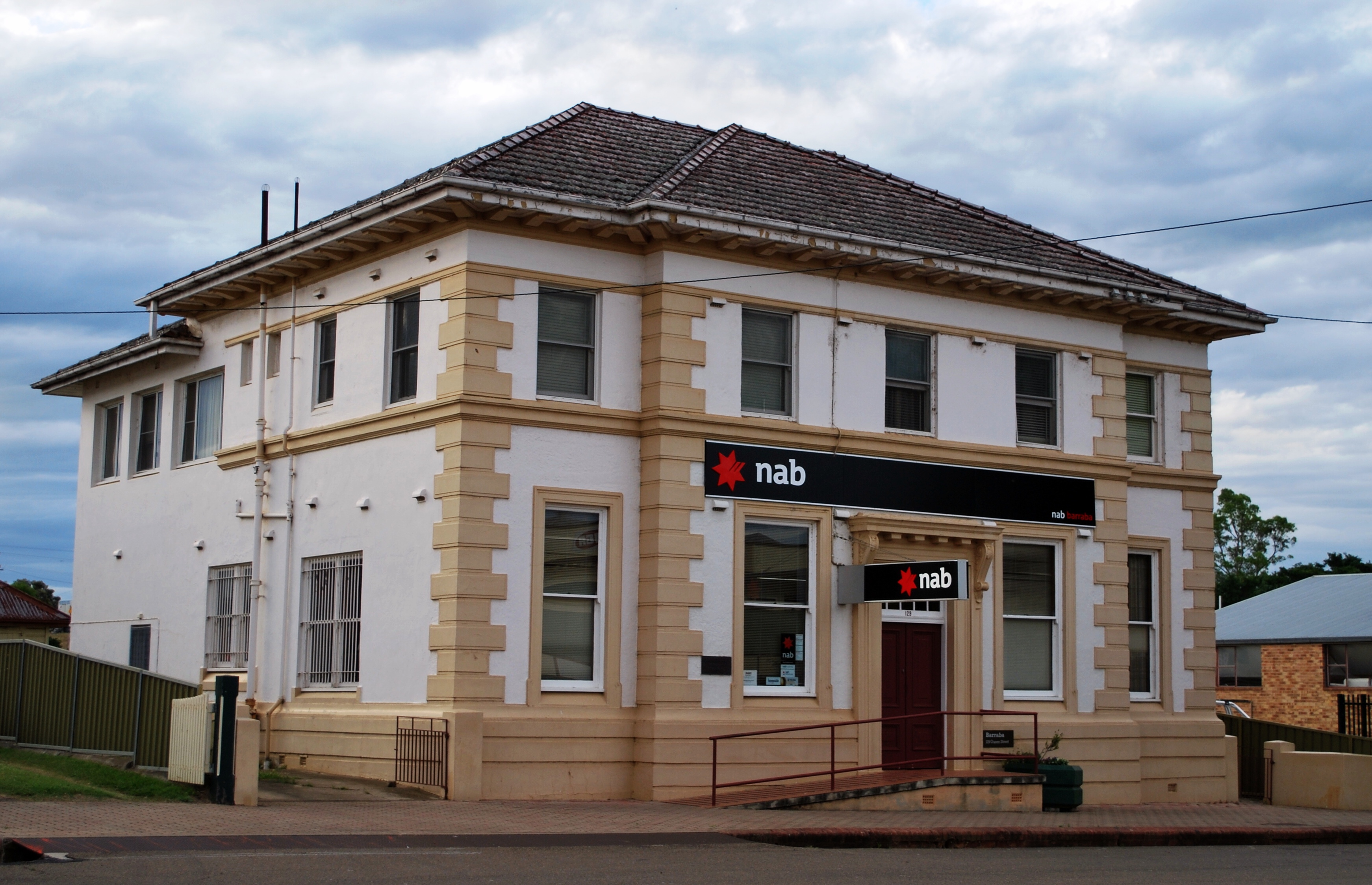
ngân hàng đầu tiên, Barraba

## Người giới thiệu
1. ↑  "2016 Census QuickStats – Barraba (State Suburb)". Australian Bureau of Statistics. ngày 6 tháng 7 năm 2018. Bản gốc lưu trữ ngày 18 tháng 10 năm 2019. Truy cập ngày 18 tháng 8 năm 2018.
2. ↑  "Barraba, Australia".
3. 1 2 3 4  "Barraba". Sydney Morning Herald Traveller. ngày 13 tháng 11 năm 2008. Truy cập ngày 14 tháng 11 năm 2011.
4. ↑  "Barraba". Visit Tamworth. Tamworth Regional Council. Bản gốc lưu trữ ngày 15 tháng 10 năm 2011. Truy cập ngày 14 tháng 11 năm 2011.
5. 1 2 3 4 5 6 7 8 9 10 11  "Barraba Dateline". Barraba NSW – The Community Website. Bản gốc lưu trữ ngày 17 tháng 3 năm 2012. Truy cập ngày 14 tháng 11 năm 2011.
6. 1 2 3  Boileau, Joanna (tháng 2 năm 2007). "Thematic History of Nundle, Manilla and Barraba". Tamworth Regional Council. tr. 124–125. Bản gốc lưu trữ ngày 5 tháng 4 năm 2019. Truy cập ngày 14 tháng 11 năm 2011.
7. 1 2  "Post Office History". Post Office List – NSW. Premier Postal Auctions. Truy cập ngày 14 tháng 11 năm 2011.
8. ↑  "THE BARRABA RAILWAY". The Sydney Morning Herald. National Library of Australia. ngày 22 tháng 9 năm 1908. tr. 7. Truy cập ngày 15 tháng 11 năm 2011.
9. ↑  Bozier, Rolfe. "Barraba Branch". NSWrail.net. Truy cập ngày 15 tháng 11 năm 2011.
10. ↑  "MINING IN NEW SOUTH WALES". The Sydney Morning Herald. National Library of Australia. ngày 29 tháng 7 năm 1901. tr. 8. Truy cập ngày 15 tháng 11 năm 2011.
11. ↑  Woodsreef Asbestos Mine Site Rehabilitation Private Members Statement, ngày 29 tháng 8 năm 2008. Lưu trữ ngày 3 tháng 4 năm 2011 tại Wayback Machine
12. ↑  Abandoned asbestos mine causes community outrage
13. ↑  Woodsreef health report under wraps Lưu trữ ngày 6 tháng 7 năm 2011 tại Wayback Machine
14. ↑  "Climate Statistics for Barraba Post Office". Climate statistics for Australian locations. Bureau of Meteorology. Truy cập ngày 16 tháng 11 năm 2011.
15. ↑  Barraba Water Supply Lưu trữ ngày 28 tháng 6 năm 2011 tại Wayback Machine
16. ↑  Barraba's water supply critical